# Recursos psicológicos
Los recursos psicológicos son los elementos tangibles o intangibles que ayudan a manejar las diferentes situaciones de la vida. Se utilizan especialmente para enfrentar situaciones percibidas como problemáticas y generadoras de estrés. Un recurso  constituye un elemento de poder que se maneja con los demás a través del intercambio, es decir que puede darse y también recibirse. Los recursos psicológicos se asocian a los conceptos de capacidades y de fortalezas; estos pueden ser individuales, familiares y sociales.

## Dimensiones
A partir de investigaciones sobre adolescencia y familia, María Elena Rivera Heredia y Patricia Andrade Palos (2006a y 2006b) desarrollan un modelo para comprender y evaluar los recursos psicológicos, el cual incluye las siguientes dimensiones:
- Recursos afectivos: Se refiere al manejo que la persona tiene de sus emociones y sentimientos (alegría, tristeza, enojo), el tipo de expresión que tiene de los mismos, así como los procesos de autorregulación para su expresión, como recuperar el estado de equilibrio después de que hay alguna pérdida de control.

- Recursos cognitivos: Están conformados por las percepciones y creencias que tienen los adolescentes respecto a la forma de enfrentar los problemas que les rodean.

- Recursos sociales o circundantes: Son capacidades con las que cuentan los individuos para vincularse con los demás estableciendo relaciones permanentes de contención y apoyo; también implican la capacidad para solicitar ayuda cuando ésta se necesita.

- Recursos instrumentales: Se refieren a las conductas de los individuos que les permiten hacer cosas para sentirse mejor, en especial sobre el tema de cómo se relacionan con sus amigos y personas que les rodean; desde iniciar una conversación, mantener una amistad, ser amable y cordial con los demás, así como mantener canales de comunicación abiertos.

- Recursos energéticos y/o materiales: Se refiere a contar con insumos de tiempo, dinero y energía, para realizar las actividades relevantes para cada persona.

Cada individuo, familia o contexto, cuenta con diferentes recursos, algunos de ellos han sido provistos por elementos genéticos y medio-ambientales, pero muchos otros se han desarrollado mediante las experiencias de la vida, desarrollándose según el tipo de situaciones a las que se han enfrentado y mediante la interacción con los diferentes individuos y contextos con quienes se tiene contacto. El valor que tiene un determinado recurso para un individuo o un grupo está dado por el propio entorno social. Los recursos de los individuos se moldean a través de su experiencia de vida, que les permite reconsiderar e implementar estrategias para el manejo de las situaciones estresantes.  
Cuando los individuos se sienten con la capacidad de realizar lo que se proponen y consideran que tienen los recursos para manejar las diferentes situaciones de la vida, cuentan con una sensación de control de su propia vida; se perciben con autoeficacia.  
Los individuos con mayores recursos tienen un mejor manejo de las situaciones estresantes; el enfrentar de manera productiva los problemas cotidianos puede considerarse como un recurso o como un factor protector de salud mental.